# Berlińska Secesja

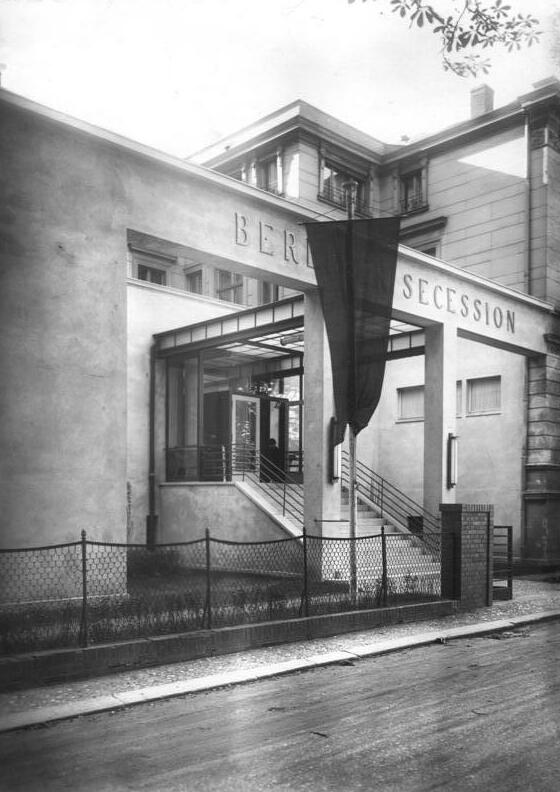
Budynek Secesji Berlińskiej

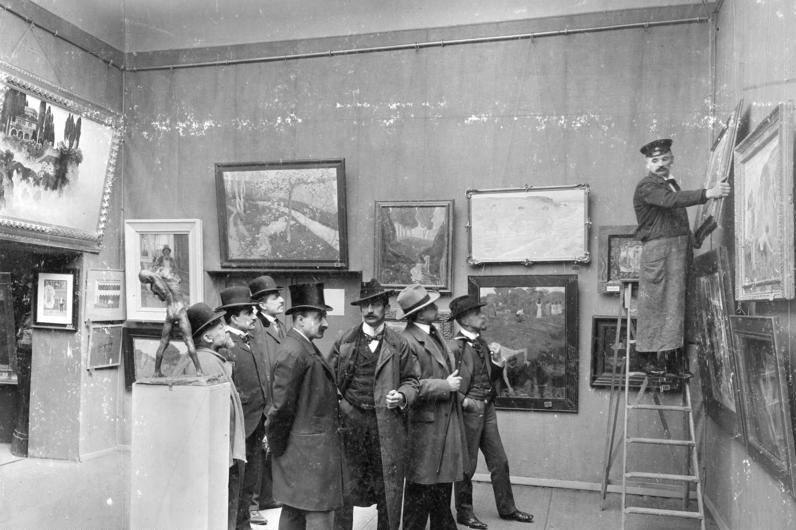
Przygotowanie wystawy (1904)

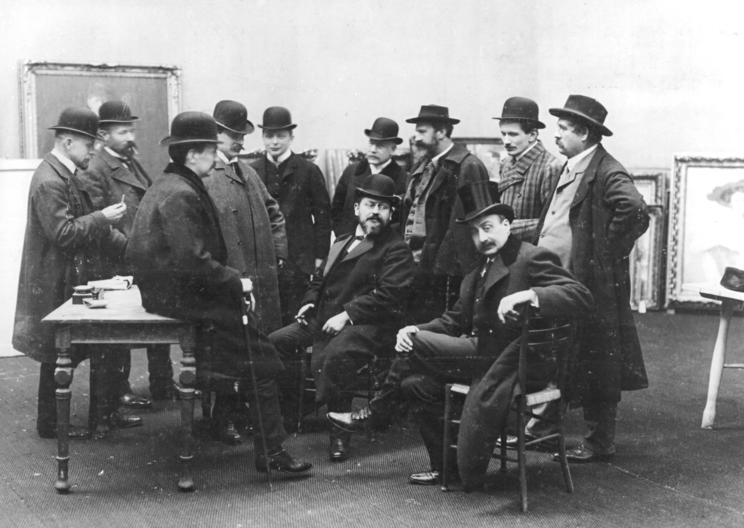
Jury wystawy Secesji Berlińskiej (1908)

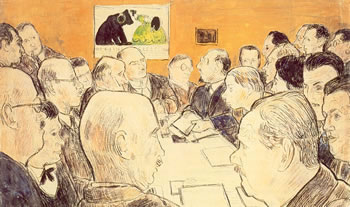
Sesja Secesji Berlińskiej, rysunek Ernsta Opplera, 1921

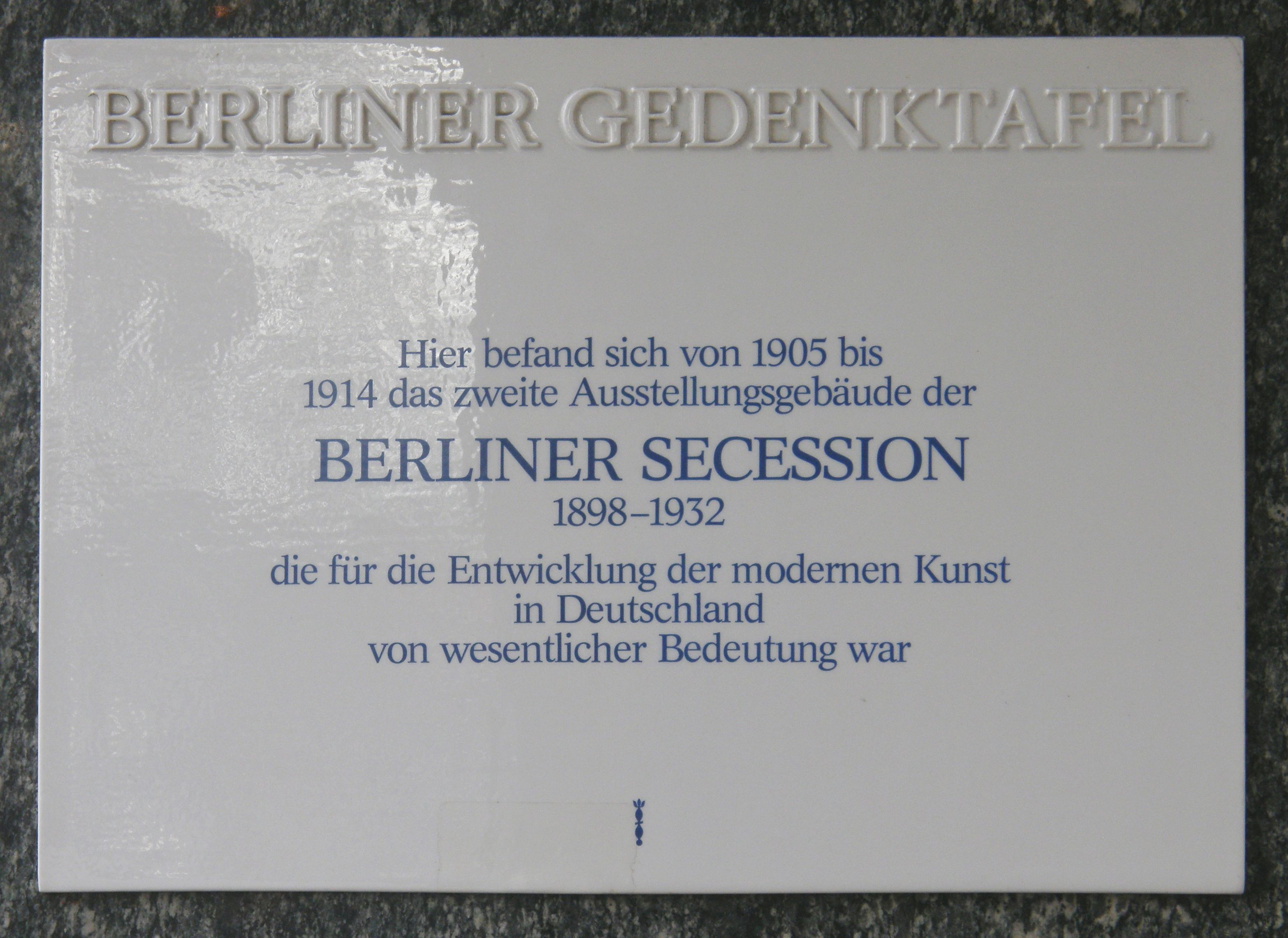
Tablica pamiątkowa Secesji Berlińskiej przy Kurfürstendamm 208

Berlińska Secesja (niem. Berliner Secession) – ugrupowanie artystyczne, jednoczące w końcu XIX wieku berlińskich malarzy i rzeźbiarzy sprzeciwiających się konserwatywnej sztuce akademickiej. Zostało założone 2 maja 1898. Obok niego istniały w Berlinie ugrupowania Neue Secession i Freie Secession.
Spory, które doprowadziły do powstania Berlińskiej Secesji i innych ugrupowań, rozpoczęły się w roku 1891 podczas Wielkiej Wystawy Sztuki w Berlinie. Przedmiotem sporu stał się dział sztuki norweskiej, gdy komisja wystawowa odrzuciła obrazy Edvarda Muncha.
Malarze pod przewodem Waltera Leistikowa, Franza Skarbiny i Maxa Liebermanna utworzyli w lutym 1892 „Wolne zrzeszenie w celu organizacji wystaw” i wystawiali swoje obrazy pod nazwą „Grupy Jedenastu” (Die Elf).
W listopadzie 1892 doszło ponownie do skandalu, gdy z inicjatywy większości malarzy berlińskich zamknięto wystawę dzieł Edwarda Muncha. Obrońcy Muncha byli nie dość liczni, aby móc opuścić oficjalne salony wystawowe.
W roku 1898 jury Wielkiej Berlińskiej Wystawy sztuki odrzuciło krajobraz Waltera Leistikowa. To stało się dowodem, że sztuka współczesna nie znajduje poparcia istniejących organizacji artystycznych. 65 artystów pod przywództwem Waltera Leistikowa utworzyło „Berlińską Secesję”. Prezesem wybrano Maxa Liebermanna. Kuzyni Bruno i Paul Cassirer, właściciele berlińskiej galerii, zajęli się administracją.
19 maja 1899 otwarto w Berlinie-Charlottenburgu przy Kantstraße niewielki budynek, mieszczący 330 obrazów i grafik oraz 50 rzeźb. W roku 1902 konserwatywna mniejszość członków secesji opuściła stowarzyszenie. W roku 1905 przeniesiono się na Kurfürstendamm 208.
W roku 1910 doszło do rozłamu, gdy jury odrzuciło dzieła 27 ekspresjonistów. Odrzuceni utworzyli grupę Neue Secession pod przewodnictwem Maxa Pechsteina.
Po korespondencyjnym sporze z Liebermannem wykluczono Emila Noldego. W roku 1911 Lovis Corinth zastąpił Maxa Liebermanna, a w roku 1912 kierownictwo objął Paul Cassirer. W roku 1913 wskutek odrzucenia prac przez jury 13 członków zorganizowało własną wystawę. Gdy odmówili odejścia ze stowarzyszenia, wraz z nimi odeszło 40 członków. Kierownictwo objął ponownie Lovis Corinth. W 1915 stowarzyszenie objęło nowy budynek na Kurfürstendamm. Po śmierci Corintha nie obrano nowego prezesa. Dopiero w roku 1934 obrano prezesem Leo von Königsa.
W lutym 1933 wybrano nowy zarząd. 25 kwietnia 1933 odczytał Max Pechstein deklarację współpracy z nowymi władzami.
2 maja 1933 wybrano nowy zarząd, składający się z członków Związku walki o niemiecką kulturę (Kampfbund für deutsche Kultur). Wskutek sporów działalność stowarzyszenia zaczęła stopniowo zanikać, w roku 1936 praktycznie ustała.
Uwaga: Stowarzyszenia „Berlińska Secesja” nie należy utożsamiać ze stylem, zwanym potocznie secesją (niem. Jugendstil, franc. Art Nouveau).

## Znani członkowie
- Ernst Barlach (1870–1938)
- Max Beckmann (1884–1950)
- Charlotte Berend-Corinth (1880–1967)
- Josef Block (1863–1943)
- Erich Büttner (1889–1936)
- Lovis Corinth (1858–1925)
- Lyonel Feininger (1871–1956)
- Erich Heckel (1883–1970)
- Ferdinand Hodler (1853–1918)
- Ernst Ludwig Kirchner (1880–1938)
- Max Klinger (1857–1920)
- Käthe Kollwitz (1867–1945)
- August Kraus (1868–1934; 1911–1913 wiceprezydent)
- Walter Leistikow (1865–1908)
- Max Liebermann (1847–1935)
- Edvard Munch (1863–1944)
- Emil Nolde (1867–1956)
- Emil Orlik (1870–1932)
- Karl Schmidt-Rottluff (1884–1976)
- Franz Skarbina (1849–1910)
- Max Slevogt (1868–1932)
- Julie Wolfthorn (1864–1944)
- Heinrich Zille (1858–1929)